# Johnny Got His Gun (boek)
Johnny Got His Gun is een roman van Dalton Trumbo gebaseerd op waargebeurde feiten. Het boek verscheen in 1939 en werd in datzelfde jaar bekroond met een National Book Award voor het meest originele boek. Johnny Got His Gun werd in het Nederlands vertaald als Het veld van eer en later als En Johnny trok ten strijde.
Naar aanleiding van de oorlog in Vietnam verfilmde Trumbo zijn roman in 1971 op 65-jarige leeftijd.